# Монкуко (Асти)
Монкуко је насеље у Италији у округу Асти, региону Пијемонт.
Према процени из 2011. у насељу је живело 33 становника. Насеље се налази на надморској висини од 230 м.